# Manfred Maiwald
Manfred Maiwald (* 11. März 1935 in Bad Warmbrunn, Provinz Niederschlesien) ist ein deutscher Jurist.

## Leben
Maiwald studierte in Heidelberg (1959 erstes juristisches Staatsexamen), Hamburg und Tübingen. Es folgte 1963 das zweite juristische Staatsexamen in Stuttgart, im gleichen Jahr die Promotion bei Wilhelm Gallas. 1969 habilitierte er sich für die Fächer Strafrecht und Strafprozessrecht ebenfalls an der Universität Heidelberg. Von 1971 bis 1976 hatte er einen Lehrstuhl für Strafrecht und Strafprozessrecht an der Universität Hamburg inne, von 1976 bis 1983 wechselte er dann an die Universität Göttingen. Nach der Annahme eines Rufes nach Heidelberg 1983 kehrte er 1985 wieder nach Göttingen zurück. Im Nebenamt war er ab 1978 bis 2000 Richter am Oberlandesgericht Celle. 
Maiwalds Arbeitsschwerpunkt ist die Strafrechtsvergleichung insbesondere im Hinblick auf Italien.

## Schriften (Auswahl)
- Die natürliche Handlungseinheit. Heidelberg 1964, OCLC 1001595096.
- Kausalität und Strafrecht. Studien zum Verhältnis von Naturwissenschaften und Jurisprudenz. Göttingen 1980, ISBN 3-509-01143-0.
- Unrechtskenntnis und Vorsatz im Steuerstrafrecht. Heidelberg 1984, ISBN 3-8114-9384-1.
- Einführung in das italienische Strafrecht und Strafprozeßrecht. Berlin 2009, ISBN 978-3-631-58451-4.